# Tiger (bogserbåt)
Tiger är en tysk ångdriven bogserbåt, som byggdes i Hamburg 1910 och tjänstgjorde på Elbe till 1966. Den finns idag i Museumshafen Oevelgönnes samling veteranbåtar

## Bildgalleri

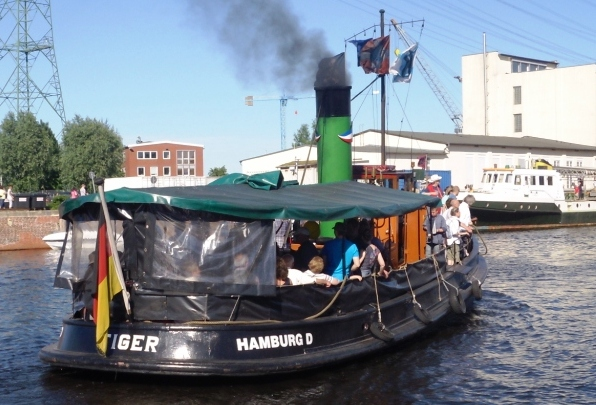
Tiger med passagerare på Harburger Hafenfest 2011
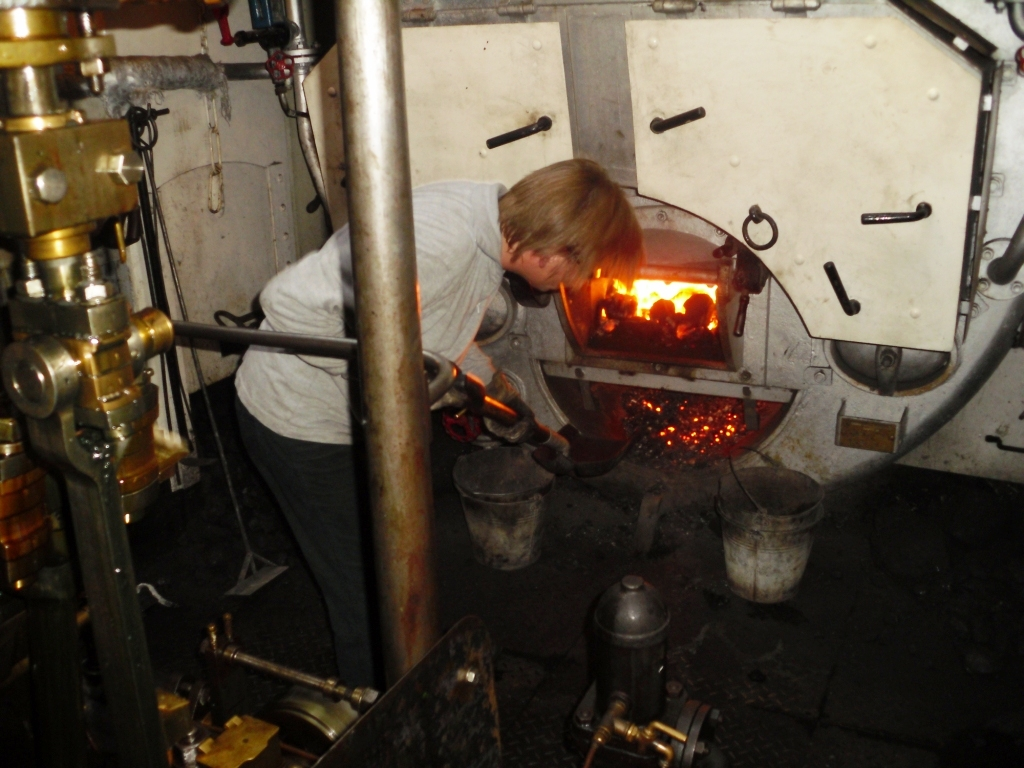
Inmatning av kol på Tiger
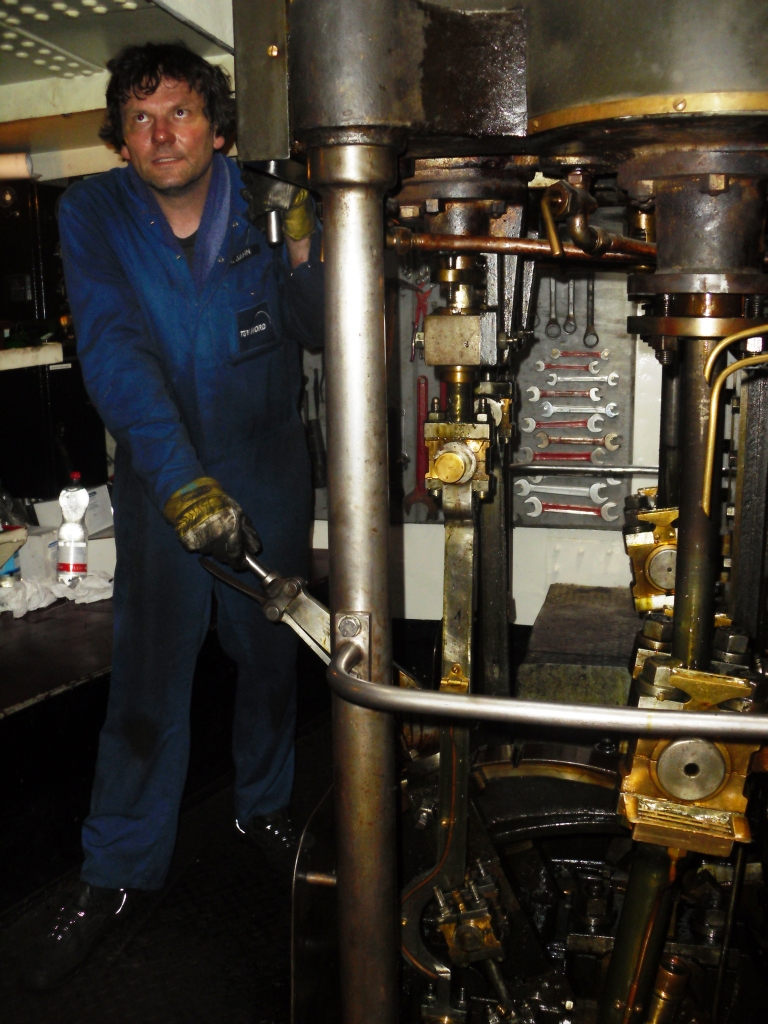
Tigers maskinist